# Campionat d'Europa d'esgrima
El Campionat d'Europa d'esgrima és la màxima competició d'esgrima a nivell europeu. És organitzat des de 1981 per la Confederació Europea d'Esgrima (CEE). Actualment es realitza cada any.
Rússia és la federació més reeixida d'aquests campionats, aconseguint 76 medalles d'or i 209 medalles en total. En segon i tercer lloc es troben Itàlia i França amb 72 i 38 títols, respectivament.

## Edicions
| Núm.   | Any  | Seu                  | País       |
| ------ | ---- | -------------------- | ---------- |
| I      | 1981 | Foggia               | Itàlia     |
| II     | 1982 | Mödling              | Àustria    |
| III    | 1983 | Lisboa               | Portugal   |
| IV     | 1991 | Viena                | Àustria    |
| V      | 1992 | Lisboa               | Portugal   |
| VI     | 1993 | Linz                 | Àustria    |
| VII    | 1994 | Cracovia             | Polònia    |
| VIII   | 1995 | Keszthely            | Hongria    |
| IX     | 1996 | Limoges              | França     |
| X      | 1997 | Danzig               | Polònia    |
| XI     | 1998 | Plovdiv              | Bulgària   |
| XII    | 1999 | Bozen                | Itàlia     |
| XIII   | 2000 | Funchal              | Portugal   |
| XIV    | 2001 | Coblença             | Alemanya   |
| XV     | 2002 | Moscou               | Rússia     |
| XVI    | 2003 | Bourges              | França     |
| XVII   | 2004 | Copenhague           | Dinamarca  |
| XXVIII | 2005 | Zalaegerszeg         | Hongria    |
| XIX    | 2006 | Esmirna              | Turquia    |
| XX     | 2007 | Gant                 | Bèlgica    |
| XXI    | 2008 | Kíev                 | Ucraïna    |
| XXII   | 2009 | Plovdiv              | Bulgària   |
| XXIII  | 2010 | Leipzig              | Alemanya   |
| XXIV   | 2011 | Sheffield            | Regne Unit |
| XXV    | 2012 | Legnano              | Itàlia     |
| XXVI   | 2013 | Zagreb               | Croàcia    |
| XXVII  | 2014 | Estrasburg           | França     |
| XXVIII | 2015 | Montreux             | Suïssa     |
| XXIX   | 2016 | Toruń                | Polònia    |
| XXX    | 2017 | Tiflis               | Geòrgia    |
| XXXI   | 2018 | Novi Sad             | Sèrbia     |
| XXXII  | 2019 | Düsseldorf           | Alemanya   |
| XXXIII | 2020 | Minsk (cancel·lat)   | Belarús    |
| XXXIV  | 2021 | Plovdiv (cancel·lat) | Bulgària   |
| XXXV   | 2022 | Antalya              | Turquia    |

## Medaller històric
- Actualitzat a Antalya 2022.

| Posició | País          | Or  | Plata | Bronze | Total |
| 1       | Rússia        | 76  | 67    | 66     | 209   |
| 2       | Itàlia        | 72  | 55    | 84     | 211   |
| 3       | França        | 38  | 43    | 66     | 147   |
| 4       | Alemanya      | 35  | 31    | 58     | 124   |
| 5       | Hongria       | 33  | 34    | 50     | 116   |
| 6       | Polònia       | 17  | 23    | 44     | 84    |
| 7       | Romania       | 16  | 16    | 26     | 58    |
| 8       | Ucraïna       | 14  | 17    | 32     | 63    |
| 9       | Suïssa        | 7   | 5     | 11     | 23    |
| 10      | Estònia       | 3   | 9     | 9      | 21    |
| 11      | Àustria       | 3   | 5     | 10     | 18    |
| 12      | Belarús       | 2   | 2     | 5      | 9     |
| 13      | Espanya       | 2   | 2     | 4      | 8     |
| 14      | Azerbaidjan   | 2   | 0     | 3      | 5     |
| 14      | Geòrgia       | 2   | 0     | 3      | 5     |
| 16      | Regne Unit    | 1   | 3     | 8      | 12    |
| 17      | Portugal      | 1   | 1     | 2      | 4     |
| 18      | Israel        | 1   | 1     | 1      | 3     |
| 19      | Grècia        | 0   | 3     | 2      | 5     |
| 20      | Bulgària      | 0   | 2     | 1      | 3     |
| 20      | Països Baixos | 0   | 2     | 1      | 3     |
| 22      | Bèlgica       | 0   | 2     | 0      | 2     |
| 23      | Suècia        | 0   | 1     | 5      | 6     |
| 24      | Dinamarca     | 0   | 1     | 0      | 1     |
| 25      | Txèquia       | 0   | 0     | 5      | 5     |
| 26      | Turquia       | 0   | 0     | 1      | 1     |
|         | TOTAL         | 325 | 325   | 497    | 1147  |

1. ↑  Inclou les medalles de l'antiga Txecoslovàquia.

## Medallistes Catalans
| Any  | Seu        | Seu      | Medallista             | Especialitat                |
| ---- | ---------- | -------- | ---------------------- | --------------------------- |
| 1992 | Lisboa     | Portugal | Cèsar Gonzàlez Llorens | Bronze en espasa individual |
| 2014 | Estrasburg | França   | Pau Roselló Van-Shoor  | Plata en espasa per equips  |